# شهرستان پاپینو
شهرستان پاپینو (به انگلیسی: Papineau Regional County Municipality) یک منطقهٔ مسکونی در کانادا است که در ناحیه اوتاوه واقع شده‌است. شهرستان پاپینو ۳٬۲۰۵٫۹۰ کیلومتر مربع مساحت و ۲۲٬۵۴۱ نفر جمعیت دارد.